# Los juegos del hambre: en llamas
Los juegos del hambre: en llamas (título original en inglés: The Hunger Games: Catching Fire) es una película de acción distópica estadounidense de 2013 dirigida por Francis Lawrence a partir de un guion de Simon Beaufoy y Michael deBruyn, basada en la novela de 2009 En Llamas de Suzanne Collins.  Es la secuela de Los Juegos del Hambre (2012) y la segunda entrega de la serie de películas homonima. La película está protagonizada por Jennifer Lawrence, Josh Hutcherson, Liam Hemsworth, Woody Harrelson, Elizabeth Banks, Lenny Kravitz, Philip Seymour Hoffman, Jeffrey Wright, Stanley Tucci y Donald Sutherland. En la película, Katniss Everdeen (Lawrence) y Peeta Mellark (Hutcherson) se convierten en objetivos del Capitolio después de que su victoria en los Juegos inspirara levantamientos en Panem.
Lionsgate anunció en 2012 una secuela basada en la segunda novela de Collins, Los Juegos del Hambre, con Gary Ross inicialmente previsto como director. Ross fue reemplazado por Lawrence en mayo, mientras que deBruyn completó varias reescrituras del guion de Beaufoy. El reparto principal se confirmó en septiembre de 2012 y el rodaje comenzó ese mismo mes, hasta marzo de 2013. Las locaciones de rodaje incluyeron Georgia, Hawái y Nueva Jersey.
Los Juegos del Hambre: En Llamas se estrenó en el Odeon Leicester Square de Londres el 11 de noviembre de 2013 y en Estados Unidos el 22 de noviembre, bajo la dirección de Lionsgate. La película, considerada a menudo la mejor de la saga, recibió críticas positivas, con elogios a la actuación de Lawrence, sus temas, las secuencias de acción, la banda sonora, el guion, los efectos visuales y la profundidad emocional. Recaudó 865 millones de dólares, estableciendo los récords de taquilla del fin de semana de estreno de noviembre y los mayores totales de taquilla del periodo de Acción de Gracias; es la película de mayor recaudación de Lionsgate y Los Juegos del Hambre, la quinta de 2013 y la de mayor recaudación con una protagonista femenina desde El Exorcista (1973).
A la película le siguió su tercera y última entrega en una secuela de dos partes: Los Juegos del Hambre: Sinsajo - Parte 1 en 2014 y Los Juegos del Hambre: Sinsajo - Parte 2 en 2015.

## Argumento
Después de los 74.º Juegos del Hambre, Katniss Everdeen y Peeta Mellark regresan al Distrito 12, donde el Presidente Snow visita a Katniss. Snow explica que sus acciones en los Juegos han inspirado levantamientos. Le ordena usar el próximo Victory Tour para convencer a la gente de que sus acciones fueron por amor a Peeta y no por el desafío al Capitolio, o que el Distrito 12 será destruido, «al igual que el Distrito 13». Él hace que Katniss prometa que los dos no se mentirán el uno al otro.
A medida que comienza la gira, Haymitch Abernathy advierte a Katniss y Peeta que el «espectáculo» de su relación debe continuar por el resto de sus vidas. Katniss sugiere que anuncien su compromiso, que es aprobado por Snow, con su boda que se organizará en su mansión en el Capitolio.
Katniss advierte a Gale Hawthorne de la amenaza de Snow para matar a sus dos familias. Los pacificadores toman medidas enérgicas contra el Distrito 12, y Gale es azotado públicamente después de atacar al nuevo jefe de los agentes de la paz Romulus Thread. Snow anuncia que los próximos juegos serán especiales, los 75° juegos del hambre y 3° del vasallaje. Este incluirá tributos seleccionados de los vencedores anteriores. Katniss inmediatamente se dedica a garantizar la supervivencia de Peeta, y hace que Haymitch prometa ayudar. En la cosecha, Effie Trinket sacó los nombres de Katniss y Haymitch, pero Peeta inmediatamente se ofrece como voluntario para ocupar el lugar de Haymitch.
Haymitch revela que los tributos están enojados por haber sido devueltos a los Juegos, y todos probablemente intentarán detenerlos. Para su entrevista previa a los Juegos, Katniss usa un vestido de novia, según lo ordenado por Snow, pero su estilista Cinna lo manipula para que se convierta en una representación de un sinsajo. Peeta anuncia en el aire que él y Katniss se casaron en secreto y esperan un bebé (lo cual es falso al igual que su casamiento). La audiencia de ciudadanos de Capitolio gritan para que se detengan los Juegos, pero es en vano. Justo antes de que Katniss ingrese a la arena, Cinna es duramente golpeado y arrastrado por los agentes de la paz, mientras Katniss observa impotente esta situación antes de subir a la arena.
En los Juegos, Katniss se alía con Finnick Odair y la anciana Mags, su mentora. Cuando Peeta accidentalmente golpea el campo de fuerza de la arena, su corazón se detiene y Katniss en su desesperación trata de hacerlo reaccionar abofeteándolo sin éxito, sin embargo Finnick inmediatamente lo auxilia y logra reanimarlo. Al anochecer, el grupo tiene que huir de una niebla venenosa, con Finnick cargando a Mags, pero cuando Peeta no puede continuar, Mags se sacrifica para que Finnick pueda ayudarlo. Cuando los mandriles atacan, Peeta es salvado por el inesperado sacrificio de una mujer del Distrito 6. El grupo escapa a la playa alrededor del lago central, donde Finnick saluda a Wiress y Beetee del Distrito 3 y a Johanna Mason del Distrito 7. Wiress repite la frase «tic-tac», lo que lleva a Katniss a darse cuenta de que la arena está diseñada como un reloj, con riesgos inmutables cada hora contenidos dentro de sus zonas respectivas en el reloj. Mientras el equipo espera el próximo peligro, Wiress es apuñalado por Gloss, quien junto a su hermana Cashmere, y los tributos del Distrito 2 Brutus y Enobaria, forman parte de las Carreras. Habiendo herido a Gloss antes, Katniss le dispara inmediatamente mientras que Johanna golpea a Cashmere con su hacha, matándola. Enobaria hiere a Finnick con un cuchillo y escapa con Brutus, mientras que Katniss y los demás también huyen de la playa.
Beetee sugiere atraer a las Carreras a la playa húmeda y electrocutarlas pasando su cable al lago desde un árbol que es alcanzado por un rayo cada 12 horas, habiendo ganado sus juegos al hacerlo, matando a seis tributos a la vez. El grupo se separa para preparar la trampa, Finnick y Peeta protegen a Beetee, y Katniss pasa el cable a la playa con Johanna. Al tirar de la bobina, una fuente desconocida de tensión hace que sea evidente que otro tributo está en su cola. Cuando Brutus y Enobaria emergen, Johanna tira a Katniss al suelo, corta el rastreador de su brazo y huye. Katniss regresa al árbol y encuentra a un Beetee inconsciente. Incapaz de recuperar a Peeta, y escuchar un cañón (que fue cuando Peeta mató a Brutus), Katniss casi mata a Finnick, pero él le recuerda que recuerde quién es «el verdadero enemigo», como le había dicho Haymitch antes de los juegos. Katniss conecta el cable a una flecha y la dispara al techo de la arena justo cuando cae el rayo. El rayo paraliza a Katniss e incapacita a Finnick, causando una falla de energía que derriba la cúpula y desactiva las cámaras de seguridad dentro de la arena, impidiendo que el Capitolio vigile los eventos.
Katniss despierta en un aerodeslizador con Beetee, quien aún está inconsciente. En otra habitación encuentra a Haymitch, Finnick y Plutarch Heavensbee, el jefe Gamemaker, que se revela como un rebelde contra Snow. Él le dice que están siendo llevados al Distrito 13, sede de la rebelión, y que la mitad de los tributos (los de 3, 4, 6, 7, 8 y 11) fueron reclutados para ayudar a Katniss a escapar, ya que ella es el símbolo del creciente rebelión. No pudieron rescatar a Peeta y Johanna, y están cautivos en el Capitolio. Katniss está sedada después de atacar a Haymitch por no cumplir su promesa de proteger a Peeta. Más tarde se despierta para encontrar a Gale a su lado. Él le asegura que su familia está a salvo, pero el Distrito 12 ha sido destruido por el Capitolio.

## Elenco
| Actor/Actriz           | Personaje                |
| ---------------------- | ------------------------ |
| Jennifer Lawrence      | Katniss Everdeen         |
| Josh Hutcherson        | Peeta Mellark            |
| Liam Hemsworth         | Gale Hawthorne           |
| Woody Harrelson        | Haymitch Abernathy       |
| Willow Shields         | Primrose Everdeen        |
| Paula Malcomson        | Sra. Asterid Everdeen    |
| Donald Sutherland      | Presidente Snow          |
| Stanley Tucci          | Caesar Flickerman        |
| Toby Jones             | Claudius Templesmith     |
| Philip Seymour Hoffman | Plutarch Heavensbee      |
| Sam Claflin            | Finnick Odair            |
| Jena Malone            | Johanna Mason            |
| Jeffrey Wright         | Beetee                   |
| Amanda Plummer         | Wiress                   |
| Lynn Cohen             | Mags                     |
| Elizabeth Banks        | Effie Trinket            |
| Lenny Kravitz          | Cinna                    |
| Brooke Bundy           | Octavia                  |
| Kimiko Gelman          | Venia                    |
| Nelson Ascencio        | Flavius                  |
| Meta Golding           | Enobaria                 |
| Bruno Gunn             | Brutus                   |
| E. Roger Mitchell      | Chaff                    |
| Alan Ritchson          | Gloss                    |
| Stephanie Leigh        | Cashmere                 |
| Maria Howell           | Seeder                   |
| Megan Hayes            | Los adictos a la Morfina |
| Justin Hix             | Los adictos a la Morfina |
| Bobby Jordan           | Blight                   |
| Elena Sánchez          | Cecelia                  |
| John Casino            | Woof                     |

| Actor/Actriz      | Personaje                         |
| ----------------- | --------------------------------- |
| Ivette Li-Sanchez | Tributo Femenino del Distrito 5   |
| James Logan       | Tributo Masculino del Distrito 5  |
| Marian Green      | Tributo Femenino del Distrito 9   |
| Daniel Bernhardt  | Tributo Masculino del Distrito 9  |
| Tiffany Waxler    | Tributo Femenino del Distrito 10  |
| Jackson Spidell   | Tributo Masculino del Distrito 10 |

## Producción

### Preproducción
Lionsgate anunció que una adaptación cinematográfica de En Llamas se estrenaría como Los Juegos del Hambre: En Llamas el 22 de noviembre de 2013,  como secuela de la adaptación cinematográfica de Los Juegos del Hambre, con el rodaje principal previsto para septiembre de 2012. Simon Beaufoy fue contratado para escribir el guion de la película y escribió dos borradores  antes de marcharse después de que Gary Ross, director de Los Juegos del Hambre, decidiera no dirigir la secuela. El calendario de rodaje se coordinó entre Lionsgate y 20th Century Fox para que Jennifer Lawrence tuviera tiempo de rodar X-Men: Días del Futuro Pasado, secuela de X-Men: Primera Generación de Fox, en enero de 2013. 
El 10 de abril de 2012, se anunció que Ross no regresaría debido a una agenda "apretada" y "ajustada".  Ross citó la falta de tiempo que tenía para dirigir y escribir la película en los tres meses y medio posteriores al estreno de la primera película como la razón para dejar la franquicia, de ahí su decisión de pasar a dirigir Free State of Jones.  Bennett Miller, Joe Cornish, Francis Lawrence y Juan Antonio Bayona estaban siendo considerados para dirigir la nueva película.  El 19 de abril de 2012, se anunció que a Francis Lawrence se le ofreció el puesto de director para la película. Lionsgate anunció oficialmente a Lawrence como el director el 3 de mayo de 2012.  Dos días después, se informó que Michael Arndt (Toy Story 3, Pequeña Miss Sunshine) estaba en conversaciones para reescribir el guion de En llamas.  El 24 de mayo de 2012, la película cambió su nombre a Los Juegos del Hambre: En Llamas  y Arndt fue confirmado como el nuevo guionista.  Arndt recibió 400.000 dólares semanales por reescribir el guion.  La productora Nina Jacobson contrató a Scott Frank para reescribir el guion cuando la película estaba a semanas de producirse.  Jacobsen describió el proceso de reescritura de Frank como "colocar nuevas vías de tren mientras se conducía el tren en movimiento al mismo tiempo". 
Según fuentes, la adaptación debía terminar de filmarse en diciembre de 2012 para ajustarse a la agenda de Jennifer Lawrence.  Cuando X-Men: Días del futuro pasado perdió a su director original  y el rodaje de la película se retrasó hasta abril de 2013,  Jennifer Lawrence ya no tuvo que filmar en enero de 2013 y el plazo de rodaje de Los juegos del hambre: En llamas se extendió hasta marzo (incluyendo varias pausas debido a las vacaciones y la temporada de premios).  La película presentó secuencias filmadas en formato IMAX. 

### Casting
En julio de 2012, se anunció que Jena Malone interpretaría a Johanna Mason,  que Amanda Plummer interpretaría a Wiress y que Philip Seymour Hoffman interpretaría a Plutarch Heavensbee.  Después de esto, en agosto de 2012, se anunció que Lynn Cohen había sido elegida para interpretar a Mags.  Antes de que Cohen fuera elegida para interpretar a Mags, Melissa Leo fue considerada para el papel; ella luego dijo que estaba decepcionada de no haber conseguido el papel.  Alan Ritchson fue elegido para interpretar a Gloss el 9 de agosto,  Sam Claflin para interpretar a Finnick Odair el 22 de agosto,  y Jeffrey Wright para interpretar a Beetee el 7 de septiembre.  Se informó que Tony Shalhoub era el favorito para el papel de Beetee.  Grant Gustin audicionó para el papel de Finnick Odair.  A Garrett Hedlund le ofrecieron el papel, pero lo rechazó porque estaba trabajando en On the Road.  Se informó que Taylor Kitsch y Armie Hammer eran los favoritos para el papel de Finnick, pero Kitsch declaró más tarde que no iba a suceder.

## Estrenos
| Lista de fechas de estreno |                                                            |
| --- | ---------------------------------------------------------- |
| \| País \| Estreno \| \| -------------------- \| ---------------------------------------------------------- \| \| Brasil \| Viernes, 15 de noviembre de 2013 \| \| Dinamarca \| Miércoles, 20 de noviembre de 2013 \| \| Egipto \| Miércoles, 20 de noviembre de 2013 \| \| Finlandia \| Miércoles, 20 de noviembre de 2013 \| \| Croacia \| Miércoles, 20 de noviembre de 2013 \| \| Países Bajos \| Miércoles, 20 de noviembre de 2013 \| \| Noruega \| Miércoles, 20 de noviembre de 2013 \| \| Armenia \| Jueves, 21 de noviembre de 2013 \| \| Argentina \| Jueves, 21 de noviembre de 2013 \| \| Australia \| Jueves, 21 de noviembre de 2013 \| \| Suiza \| Jueves, 21 de noviembre de 2013 (Región germanoparlante) \| \| Chile \| Jueves, 21 de noviembre de 2013 \| \| China \| Jueves, 21 de noviembre de 2013 \| \| Alemania \| Jueves, 21 de noviembre de 2013 \| \| República Dominicana \| Jueves, 21 de noviembre de 2013 \| \| Reino Unido \| Jueves, 21 de noviembre de 2013 \| \| Georgia \| Jueves, 21 de noviembre de 2013 \| \| Hong Kong \| Jueves, 21 de noviembre de 2013 \| \| Hungría \| Jueves, 21 de noviembre de 2013 \| \| Indonesia \| Jueves, 21 de noviembre de 2013 \| \| Irlanda \| Jueves, 21 de noviembre de 2013 \| \| Israel \| Jueves, 21 de noviembre de 2013 \| \| Corea del Sur \| Jueves, 21 de noviembre de 2013 \| \| Kuwait \| Jueves, 21 de noviembre de 2013 \| \| Líbano \| Jueves, 21 de noviembre de 2013 \| \| Malasia \| Jueves, 21 de noviembre de 2013 \| \| Nueva Zelanda \| Jueves, 21 de noviembre de 2013 \| \| Perú \| Jueves, 21 de noviembre de 2013 \| \| Filipinas \| Jueves, 21 de noviembre de 2013 \| \| Serbia \| Jueves, 21 de noviembre de 2013 \| \| Rusia \| Jueves, 21 de noviembre de 2013 \| \| Singapur \| Jueves, 21 de noviembre de 2013 \| \| Eslovenia \| Jueves, 21 de noviembre de 2013 \| \| Tailandia \| Jueves, 21 de noviembre de 2013 \| \| Ucrania \| Jueves, 21 de noviembre de 2013 \| \| Uruguay \| Jueves, 21 de noviembre de 2013 \| \| Sudáfrica \| Jueves, 21 de noviembre de 2013 \| \| Bulgaria \| Viernes, 22 de noviembre de 2013 \| \| Canadá \| Viernes, 22 de noviembre de 2013 \| \| Estonia \| Viernes, 22 de noviembre de 2013 \| \| España \| Viernes, 22 de noviembre de 2013 \| \| Islandia \| Viernes, 22 de noviembre de 2013 \| \| Lituania \| Viernes, 22 de noviembre de 2013 \| \| México \| Viernes, 22 de noviembre de 2013 \| \| Pakistán \| Viernes, 22 de noviembre de 2013 \| \| Polonia \| Viernes, 22 de noviembre de 2013 \| \| Rumania \| Viernes, 22 de noviembre de 2013 \| \| Suecia \| Viernes, 22 de noviembre de 2013 \| \| Turquía \| Viernes, 22 de noviembre de 2013 \| \| República de China \| Viernes, 22 de noviembre de 2013 \| \| Estados Unidos \| Viernes, 22 de noviembre de 2013 \| \| Venezuela \| Viernes, 22 de noviembre de 2013 \| \| Bélgica \| Miércoles, 27 de noviembre de 2013 \| \| Suiza \| Miércoles, 27 de noviembre de 2013 (Región francoparlante) \| \| Francia \| Miércoles, 27 de noviembre de 2013 \| \| Grecia \| Miércoles, 27 de noviembre de 2013 \| \| Italia \| Miércoles, 27 de noviembre de 2013 \| \| Vietnam \| Miércoles, 27 de noviembre de 2013 \| \| Camboya \| Jueves, 28 de noviembre de 2013 \| \| Macedonia del Norte \| Jueves, 28 de noviembre de 2013 \| \| Portugal \| Jueves, 28 de noviembre de 2013 \| \| India \| Viernes, 6 de diciembre de 2013 \| \| Bangladés \| Viernes, 13 de diciembre de 2013 \| \| Japón \| Viernes, 27 de diciembre de 2013 \| |                                                            |
| País | Estreno                                                    |
| Brasil | Viernes, 15 de noviembre de 2013                           |
| Dinamarca | Miércoles, 20 de noviembre de 2013                         |
| Egipto | Miércoles, 20 de noviembre de 2013                         |
| Finlandia | Miércoles, 20 de noviembre de 2013                         |
| Croacia | Miércoles, 20 de noviembre de 2013                         |
| Países Bajos | Miércoles, 20 de noviembre de 2013                         |
| Noruega | Miércoles, 20 de noviembre de 2013                         |
| Armenia | Jueves, 21 de noviembre de 2013                            |
| Argentina | Jueves, 21 de noviembre de 2013                            |
| Australia | Jueves, 21 de noviembre de 2013                            |
| Suiza | Jueves, 21 de noviembre de 2013 (Región germanoparlante)   |
| Chile | Jueves, 21 de noviembre de 2013                            |
| China | Jueves, 21 de noviembre de 2013                            |
| Alemania | Jueves, 21 de noviembre de 2013                            |
| República Dominicana | Jueves, 21 de noviembre de 2013                            |
| Reino Unido | Jueves, 21 de noviembre de 2013                            |
| Georgia | Jueves, 21 de noviembre de 2013                            |
| Hong Kong | Jueves, 21 de noviembre de 2013                            |
| Hungría | Jueves, 21 de noviembre de 2013                            |
| Indonesia | Jueves, 21 de noviembre de 2013                            |
| Irlanda | Jueves, 21 de noviembre de 2013                            |
| Israel | Jueves, 21 de noviembre de 2013                            |
| Corea del Sur | Jueves, 21 de noviembre de 2013                            |
| Kuwait | Jueves, 21 de noviembre de 2013                            |
| Líbano | Jueves, 21 de noviembre de 2013                            |
| Malasia | Jueves, 21 de noviembre de 2013                            |
| Nueva Zelanda | Jueves, 21 de noviembre de 2013                            |
| Perú | Jueves, 21 de noviembre de 2013                            |
| Filipinas | Jueves, 21 de noviembre de 2013                            |
| Serbia | Jueves, 21 de noviembre de 2013                            |
| Rusia | Jueves, 21 de noviembre de 2013                            |
| Singapur | Jueves, 21 de noviembre de 2013                            |
| Eslovenia | Jueves, 21 de noviembre de 2013                            |
| Tailandia | Jueves, 21 de noviembre de 2013                            |
| Ucrania | Jueves, 21 de noviembre de 2013                            |
| Uruguay | Jueves, 21 de noviembre de 2013                            |
| Sudáfrica | Jueves, 21 de noviembre de 2013                            |
| Bulgaria | Viernes, 22 de noviembre de 2013                           |
| Canadá | Viernes, 22 de noviembre de 2013                           |
| Estonia | Viernes, 22 de noviembre de 2013                           |
| España | Viernes, 22 de noviembre de 2013                           |
| Islandia | Viernes, 22 de noviembre de 2013                           |
| Lituania | Viernes, 22 de noviembre de 2013                           |
| México | Viernes, 22 de noviembre de 2013                           |
| Pakistán | Viernes, 22 de noviembre de 2013                           |
| Polonia | Viernes, 22 de noviembre de 2013                           |
| Rumania | Viernes, 22 de noviembre de 2013                           |
| Suecia | Viernes, 22 de noviembre de 2013                           |
| Turquía | Viernes, 22 de noviembre de 2013                           |
| República de China | Viernes, 22 de noviembre de 2013                           |
| Estados Unidos | Viernes, 22 de noviembre de 2013                           |
| Venezuela | Viernes, 22 de noviembre de 2013                           |
| Bélgica | Miércoles, 27 de noviembre de 2013                         |
| Suiza | Miércoles, 27 de noviembre de 2013 (Región francoparlante) |
| Francia | Miércoles, 27 de noviembre de 2013                         |
| Grecia | Miércoles, 27 de noviembre de 2013                         |
| Italia | Miércoles, 27 de noviembre de 2013                         |
| Vietnam | Miércoles, 27 de noviembre de 2013                         |
| Camboya | Jueves, 28 de noviembre de 2013                            |
| Macedonia del Norte | Jueves, 28 de noviembre de 2013                            |
| Portugal | Jueves, 28 de noviembre de 2013                            |
| India | Viernes, 6 de diciembre de 2013                            |
| Bangladés | Viernes, 13 de diciembre de 2013                           |
| Japón | Viernes, 27 de diciembre de 2013                           |

## Secuela
En 2012 se confirmó que The Hunger Games será una tetralogía, siguiendo después de esta película un largometraje dividido en dos partes del tercer y último libro de Suzanne Collins: Sinsajo; los episodios son Los juegos del hambre: sinsajo - Parte 1 y Los juegos del hambre: sinsajo - Parte 2. Ambos filmes han sido dirigidos por Francis Lawrence, con el primero estrenado el 21 de noviembre de 2014 y el segundo estrenado el 20 de noviembre de 2015.

## Premios y nominaciones
| Año  | Categoría              | Personas                                                                    | Resultado |
| ---- | ---------------------- | --------------------------------------------------------------------------- | --------- |
| 2013 | Mejor canción original | Chris Martin, Guy Berryman, Jonny Buckland y Will Champion - Canción: Atlas | Nominados |

| Año  | Categoría                         | Personas                          | Resultado |
| ---- | --------------------------------- | --------------------------------- | --------- |
| 2013 | Mejor película de ciencia ficción | Mejor película de ciencia ficción | Nominada  |
| 2013 | Mejor actriz                      | Jennifer Lawrence                 | Nominada  |
| 2013 | Mejor actriz de reparto           | Jena Malone                       | Nominada  |
| 2013 | Mejor director                    | Francis Lawrence                  | Nominado  |
| 2013 | Mejor diseño de producción        | Philip Messina                    | Nominado  |
| 2013 | Mejor vestuario                   | Trish Summerville                 | Nominada  |
| 2013 | Mejor montaje                     | Alan Edward Bell                  | Nominada  |

| Año  | Categoría                              | Personas                 | Resultado |
| ---- | -------------------------------------- | ------------------------ | --------- |
| 2013 | Mejor película de acción               | Mejor película de acción | Nominada  |
| 2013 | Mejor actriz en una película de acción | Jennifer Lawrence        | Nominada  |
| 2013 | Mejor canción                          | Atlas                    | Nominada  |

| Año  | Categoría                        | Personas                                                           | Resultado |
| ---- | -------------------------------- | ------------------------------------------------------------------ | --------- |
| 2014 | Película del año                 | Película del año                                                   | Ganadora  |
| 2014 | Mejor actuación femenina         | Jennifer Lawrence                                                  | Ganadora  |
| 2014 | Mejor actuación masculina        | Josh Hutcherson                                                    | Ganador   |
| 2014 | Mejor actuación sin camisa       | Sam Claflin                                                        | Nominado  |
| 2014 | Mejor pelea                      | Jennifer Lawrence, Josh Hutcherson y Sam Claflin vs Monos mutantes | Nominados |
| 2014 | Mejor villano                    | Donald Sutherland como el Presidente Snow                          | Nominado  |
| 2014 | Mejor transformación en pantalla | Elizabeth Banks                                                    | Nominada  |
| 2014 | Personaje favorito               | Jennifer Lawrence como Katniss Everdeen                            | Nominada  |

| Año  | Categoría         | Personas          | Resultado |
| ---- | ----------------- | ----------------- | --------- |
| 2014 | Película favorita | Película favorita | Ganadora  |